# Željezno
Željezno (njemački: Eisenstadt, mađarski: Kismarton, slovenski: Železno) je glavni grad Gradišća.
Broji 14.816 stanovnika (1. siječnja. 2020).

## Povijest
Poslije Prvog svjetskog rata, s raspadom Austro-Ugarske, dolazi do podjele tadašnje županije Sopron po etničkoj osnovi. Veći zapadni dio, gdje je prevladavalo stanovništvo njemačkog materinskog jezika, današnje Gradišće, a tada njemačka zapadna Ugarska (Deutsch-Westungarn), ujedinjuje se 1921. godine s Austrijom. Osniva se deveta austrijska savezna država Gradišće, a Željezno postaje glavni grad nove savezne države.
Grad je kulturno sjedište Hrvata iz Gradišća.

## Kultura
Kulturno društvo Hrvata Hrvat SAM.

## Gradovi prijatelji
- Bad Kissingen, Njemačka
- Colmar, Francuska
- Lignano Sabbiadoro, Italija
- Sanuki, Japan
- Sopron, Mađarska
- Beč, Austrija

## Obrazovanje
- Hrvatska narodna visoka škola Gradišćanskih Hrvatov[3]

## Mediji
- Hrvatske novine[3]